# Myten
Myten eller Han snodde en blomma och fick springa för livet är en svensk långfilm från 1966 i regi av Jan Halldoff. Filmen var Halldoffs första långfilm och var tillåten från 15 år.

## Rollista
- Carl-Olof Alm - Blom
- Bo Andersson - Ström
- Stig Claesson - Majkens granne
- Bengt Ekerot - polis, socialare, spärrvakt, läkare
- Bengt Eklund - supportern
- Ulf Johanson - Boman
- Lillemor Jonsson - sjuksköterskan
- Per Myrberg - Harry Holgersson
- Per Oscarsson - gästen
- Evabritt Strandberg - Majken, sköterska, hemsyster m.m.
- Berth Söderlundh - polis, socialare, spärrvakt, läkare
- Naima Wifstrand - frun von Grò

## Priser och utmärkelser
- Chaplinpriset

## DVD
Filmen gavs ut på DVD 2017.